# Vollzitat
Als Vollzitat wird im deutschen Recht die Zitierweise bezeichnet, bei der die Fundstelle und die letzte Ausfertigung neben dem Zitiernamen des Gesetzes mit angegeben wird.
Die Zitierweise von Rechtsvorschriften ist im Handbuch der Rechtsförmlichkeit geregelt.

## Beispiel
Gesetz über den Abbau der Fehlsubventionierung im Wohnungswesen in der Fassung der Bekanntmachung vom 13. September 2001 (BGBl. I S. 2414), das zuletzt durch Artikel 8 des Gesetzes vom 5. September 2006 (BGBl. I S. 2098) geändert worden ist.